# Un giorno mi dirai
Un giorno mi dirai è un singolo del gruppo musicale italiano Stadio, il primo estratto dal quindicesimo album in studio Miss nostalgia e pubblicato il 10 febbraio 2016.

## La canzone
Traccia d'apertura dell'album, Un giorno mi dirai è stata composta dal frontman degli Stadio, Gaetano Curreri, insieme a Saverio Grandi e a Luca Chiaravalli, ed è stata presentata per la prima volta dal gruppo in occasione della loro partecipazione al Festival di Sanremo 2016, manifestazione alla quale sono risultati vincitori.

## Video musicale
Il videoclip, diretto da Domenico Giovannini e basato su un'idea di Saverio Grandi, è stato pubblicato il 12 febbraio 2016 attraverso il canale YouTube del gruppo.

## Tracce
1. Un giorno mi dirai – 4:04

## Classifiche
| Classifica (2016) | Posizione massima |
| ----------------- | ----------------- |
| Italia            | 3                 |